# 2003年輕鐵重組計劃
在2003年九廣西鐵通車後，九廣鐵路公司推出了2003年輕鐵重組計劃，計劃重組旗下九廣輕鐵的路線。務求將乘搭輕鐵來往屯門、元朗及天水圍的乘客改乘西鐵線，並且加強區內與西鐵線鐵路站的接駁。 

## 原有版本
| 屯門區內    | 輕鐵551綫：三聖站—田景站 輕鐵552綫：兆康站—屯門碼頭站 輕鐵553綫：兆康站—屯門碼頭站     |
| 屯門—元朗   | 輕鐵651綫：兆康站—元朗站                                                               |
| 屯門—天水圍 | 輕鐵751綫：山景北站—天榮站                                                             |
| 元朗—天水圍 | 輕鐵761綫：天逸站—元朗站（與後來的761P相同）                                           |
| 天水圍區內  | 輕鐵771綫：天水圍半循環線 （天水圍站→天榮站→濕地公園站→天逸站→翠湖站→天榮站→天水圍站） |

## 修正版本
| 屯門區內    | 輕鐵551綫：三聖站—田景站 輕鐵552綫：兆康站—屯門碼頭站 輕鐵553綫：兆康站—屯門碼頭站                         |
| 屯門—元朗   | 輕鐵610綫：屯門碼頭站—元朗站                                                                               |
| 屯門—天水圍 | 輕鐵751綫：友愛站—天逸站（已落實）                                                                         |
| 元朗—天水圍 | 輕鐵761綫：天榮站—元朗站（已落實，後於2006年由761P線取代）                                                 |
| 天水圍區內  | 輕鐵701綫：天水圍南循環線 （天水圍站→天慈站→天榮站→翠湖站→樂湖站→天水圍站）（已落實，後於2004年併入705線） |

其中552及553互通，即其中一線到達總站後，會轉行另一路線前往對面總站。
原有計劃中，751、761於天水圍新支線通車時開辦，取消720、721，701則於西鐵通車時開辦。505、507則將於2004年1月中以551、552、553取代，同時取消615，614待至2004年第2季取消。
552後於2023年8月試驗性落實506P早晨繁忙線，由屯門碼頭單向兩班開往兆康，走線與當年提案不變。

## 反對
這重組方案原意是使屯門碼頭總站至青雲站和杯渡站、何福堂站、景峰站一帶的乘客，均可乘輕鐵路線到屯門站再轉乘西鐵，及方便來往屯門及元朗的乘客到屯門站或兆康站轉乘西鐵。但屯門區議會則認為，重組後會令屯門東一帶的乘客，連唯一直接前往市中心站、安定站、友愛站、屯門泳池站一帶的614綫因被永久停駛，而變成沒有直接的途徑該些地點而反對這個重組方案；再加上有部分屯門和元朗的居民已習慣搭乘輕鐵來回屯門及元朗，即使西鐵通車後也不願意作多重轉車；故此只有天水圍區的路線是真正根據修正計劃重組，屯門區的路線重組方案最後無疾而終，只有552線於2023年被重提並以另一身份落實。